# Nguyễn Văn Linh
Nguyễn Văn Linh (født 1. juli 1915, død 27. april 1998) var en vietnamesisk revolutionær og politiker. Han var generalsekretær for Det kommunistiske parti i Vietnam fra 1986 til 1991 og politisk leder af Vietcong under Vietnamkrigen. Han var en stærk fortaler for "Doi Moi" (renovering), en økonomisk plan, hvis formål er at gøre Vietnams økonomi til en socialistisk orienteret markedsøkonomi. Som sådan blev Nguyễn Văn Linh ofte fremhævet som den vietnamesiske Gorbatjov efter den sovjetiske leder, der introducerede perestrojka.